# Benjamin Verbič
Benjamin Verbič, né le 27 novembre 1993 à Celje, est un footballeur international slovène qui évolue au poste d'ailier gauche à l'APO Levadiakos.

## Biographie

### Carrière en club

#### NK Celje
Natif de Celje dans la Basse-Styrie, il commence le football dans le club de sa ville, le NK Celje. Il y devient très rapidement un joueur clé.
En 2012, il effectue un court prêt au NK Šampion en deuxième division, où il joue seulement trois matchs.
Il inscrit 10 buts en première division slovène lors de la saison 2013-2014, puis 15 buts dans ce même championnat la saison suivante.

#### FC Copenhague
Le 27 avril 2015, il s'engage quatre ans avec le club danois du FC Copenhague ; il rejoint le club à la fin de la saison.
Lors de la saison 2016-2017, il participe à la phase de groupe de la Ligue des champions. Il joue cinq matchs lors de cette compétition, avec notamment une large victoire à domicile face au FC Bruges (4-0).
Lors de la saison 2017-2018, il participe à la phase de groupe de la Ligue Europa. Il joue cinq matchs lors de cette compétition, inscrivant un doublé contre le club tchèque du Fastav Zlín, puis un autre but face au Lokomotiv Moscou.

#### Dynamo Kiev
Avec le Dynamo Kiev, il atteint les seizièmes de finales de la Ligue Europa en 2019. Il inscrit trois buts lors de cette compétition.

#### Prêt au Legia Varsovie
Le 14 mars 2022, alors que l'Ukraine subit l'invasion russe et que Kiev est sous les bombes, il est prêté pour la fin de la saison au Legia Varsovie.

### Carrière en équipe nationale
Avec les espoirs, il inscrit un but contre l'Estonie en septembre 2014, lors des éliminatoires de l'Euro espoirs 2015.
Le 30 mars 2015, il reçoit sa première sélection avec l'équipe de Slovénie A, lors d'un match amical contre le Qatar (défaite 1-0 à Doha).
Il inscrit son premier but en équipe nationale le 11 novembre 2016, contre Malte. Ce match gagné 0-1 à Attard rentre dans le cadre des éliminatoires du mondial 2018. Il inscrit son deuxième but le 4 septembre 2017, contre la Lituanie, lors de ce mêmes éliminatoires (victoire 4-0 à Ljubljana). Il marque son troisième but contre la Norvège le 16 novembre 2018, match au cours duquel il officie comme capitaine (score : 1-1 à  Ljubljana).
Il est retenu dans la liste des 26 joueurs slovènes du sélectionneur Matjaž Kek pour participer à l'Euro 2024.

## Statistiques
| Saison                | Club                  | Championnat           | Championnat | Championnat | Coupe(s) nationale(s) | Coupe(s) nationale(s) | Compétition(s) continentale(s) | Compétition(s) continentale(s) | Compétition(s) continentale(s) | Total | Total |
| Saison                | Club                  | Division              | M.          | B.          | M.                    | B.                    | Comp.                          | M.                             | B.                             | M.    | B.    |
| 2010-2011             | NK Celje              | PrvaLiga              | 1           | 0           | -                     | -                     | -                              | -                              | -                              | 1     | 0     |
| 2011-2012             | NK Celje              | PrvaLiga              | 12          | 1           | 3                     | 2                     | -                              | -                              | -                              | 15    | 3     |
| 2012-2013             | NK Celje              | PrvaLiga              | 26          | 3           | 6                     | 3                     | C3                             | 2                              | 0                              | 34    | 6     |
| 2013-2014             | NK Celje              | PrvaLiga              | 32          | 10          | 3                     | 0                     | C3                             | 2                              | 0                              | 37    | 10    |
| 2014-2015             | NK Celje              | PrvaLiga              | 32          | 15          | 7                     | 1                     | -                              | -                              | -                              | 39    | 16    |
| Sous-total            | Sous-total            | Sous-total            | 103         | 29          | 19                    | 6                     | -                              | 4                              | 0                              | 126   | 35    |
| 2011-2012             | Šampion Celje (prêt)  | 2. SNL                | 3           | 0           | -                     | -                     | -                              | -                              | -                              | 3     | 0     |
| 2012-2013             | Šampion Celje (prêt)  | 2. SNL                | 3           | 0           | -                     | -                     | -                              | -                              | -                              | 3     | 0     |
| Sous-total            | Sous-total            | Sous-total            | 6           | 0           | -                     | -                     | -                              | -                              | -                              | 6     | 0     |
| 2015-2016             | FC Copenhague         | Superliga             | 26          | 3           | 2                     | 0                     | C3                             | 4                              | 2                              | 32    | 5     |
| 2016-2017             | FC Copenhague         | Superliga             | 27          | 6           | 3                     | 0                     | C1+C3                          | 9+1                            | 0                              | 40    | 6     |
| 2017-2018             | FC Copenhague         | Superliga             | 16          | 7           | -                     | -                     | C1+C3                          | 6+5                            | 1+3                            | 27    | 11    |
| Sous-total            | Sous-total            | Sous-total            | 69          | 16          | 5                     | 0                     | -                              | 25                             | 6                              | 99    | 22    |
| 2017-2018             | Dynamo Kiev           | Premier-Liha          | 12          | 4           | 2                     | 1                     | -                              | -                              | -                              | 14    | 5     |
| 2018-2019             | Dynamo Kiev           | Premier-Liha          | 21          | 7           | 2                     | 0                     | C1+C3                          | 4+7                            | 2+3                            | 34    | 12    |
| 2019-2020             | Dynamo Kiev           | Premier-Liha          | 25          | 11          | 5                     | 1                     | C1+C3                          | 2+5                            | 0+2                            | 37    | 14    |
| 2020-2021             | Dynamo Kiev           | Premier-Liha          | 12          | 3           | -                     | -                     | C1                             | 9                              | 0                              | 21    | 3     |
| 2021-2022             | Dynamo Kiev           | Premier-Liha          | 9           | 2           | 1                     | 1                     | C1                             | 3                              | 0                              | 13    | 3     |
| 2022-2023             | Dynamo Kiev           | Premier-Liha          | -           | -           | -                     | -                     | C1                             | 2                              | 0                              | 2     | 0     |
| Sous-total            | Sous-total            | Sous-total            | 79          | 27          | 10                    | 3                     | -                              | 32                             | 7                              | 121   | 37    |
| 2021-2022             | Legia Varsovie (prêt) | Ekstraklasa           | 7           | 0           | 1                     | 0                     | -                              | -                              | -                              | 8     | 0     |
| Sous-total            | Sous-total            | Sous-total            | 7           | 0           | 1                     | 0                     | -                              | -                              | -                              | 8     | 0     |
| 2022-2023             | Panathinaïkos         | Super League          | 26          | 2           | 3                     | 1                     | C4                             | -                              | -                              | 29    | 3     |
| Sous-total            | Sous-total            | Sous-total            | 26          | 2           | 3                     | 1                     | -                              | 0                              | 0                              | 29    | 3     |
| Total sur la carrière | Total sur la carrière | Total sur la carrière | 292         | 74          | 38                    | 10                    | -                              | 61                             | 13                             | 391   | 97    |

## Palmarès
NK Celje
- Finaliste de la Coupe de Slovénie en 2012, 2013 et 2015.

 FC Copenhague
- Champion du Danemark en 2016 et 2017.
- Vainqueur de la Coupe du Danemark en 2016 et 2017.

 Dynamo Kiev
- Champion d'Ukraine en 2021.
- Vice-champion d'Ukraine en 2018, 2019 et 2020.
- Vainqueur de la Coupe d'Ukraine en 2020.
- Finaliste de la Coupe d'Ukraine en 2018.
- Vainqueur de la Supercoupe d'Ukraine en 2018, 2019 et 2020.